# Михаил Амиорков
Михаил Тодоров Амиорков е български офицер (майор).

## Биография
Михаил Амиорков е роден през 1863 г. в Търново. През 1884 г. завършва Военното училище в София (пети випуск) и е произведен е в чин подпоручик.

### Сръбско-българска война (1885)
През Сръбско-българската война (1885) командва полубатарея от 1-ви артилерийски полк. Сражава се при Сливница, като се проявява като умел командир при водене на артилерийски бой. Взема участие в детронацията на княз Александър I Батенберг през 1886, поради което след контрапреврата е арестуван и наказан. Служи в 6-и артилерийски полк в Севлиево като командир на артилерийски отделение и в 1-ви артилерийски полк.

## Военни звания
- Подпоручик (30 август 1884)
- Поручик (1888)
- Капитан (1890)
- Майор